# Chimay (queso)
La abadía de Chimay hace referencia a la Abadía de Notre-Dame de Scourmont en Chimay en la provincia de Hainaut. Este último, bajo el lema "Ora et Labora", produce las cervezas de Chimay. El queso se produce, no lejos de aquí, en Baileux siempre bajo el control de los monjes. Todos los productos de Chimay lleva la etiqueta «auténtico producto trapense» y es miembro de la Oficina de produtos valones.

## La historia
En 1850, el príncipe de Chimay invitó a los monjes de la abadía de Westvleteren (Flandes Occidental) a fundar un nuevo monasterio cisterciense. En 1857, gracias a un par de vacas, los monjes de comenzar la fabricación de mantequilla
Desde 1876 comienza el afinado y maduración del queso por los monjes trapenses de Scourmont.
En 1982, una nueva fábrica de queso ve la luz del día cerca de la planta de embotellado en Baileux.
El primer queso lavado con cerveza se lanzó en 1986. Desde entonces, la gama de quesos de Chimay continúa desarrollándose y aparecen quesos de temporada marcan el año.[cita requerida]
En 2013, la producción alcanzó los 1000 toneladas de queso al año, de los cuales 800 toneladas se consumen en Bélgica.

## Variedades
- «Grand Chimay», hecho a base de pasteurizada y madurado durante tres semanas.
- «Chimay grand cru», queso madurado durante cuatro semanas.
- «Vieux Chimay» queso de pasta dura madurado al menos seis meses, para el que se utiliza leche recolectada en los meses de verano. Tiene un sabor que recuerda a frutos secos con un ligero toque amargo. Recuerda a un gouda viejo.
- «A la Chimay Rouge», queso de pasta blanda lavado con cerveza Chimay Rouge. Madurado durante dos semanas. Los lúpulos de la cerveza le dan un toque amargo.
- «A la Chimay Bleue», queso de pasta blanda lavado con cerveza Chimay Bleue. Madurado durante dos semanas. Los lúpulos de la cerveza le dan un toque amargo.
- «Chimay Doré», queso blando madurado por dos semanas.
- «Poteaupré», queso con leche entera, de pasta semidura, presurada, no cocida y afinada durante 4 semanas. Su corteza lavada, de color ocre se cubre de una fina flor blanca.
- «Mont du Secours», queso de aroma franco, de pasta suablandave, corteza de color naranja cubierto de una flor blanca, cremoso y de gran untuosidad.